# 23-as busz (Sopron, 2023–2024)
A soproni 23-as jelzésű autóbusz Jereván lakótelep és Brennbergbánya, templom végállomások között közlekedett.

## Története
2023. december 10-én új buszjárat indult Sopronban, amely a Jereván lakótelep és a Lőver szálló között, majd onnan visszafelé a Cseresznye sor megállóhelyig a 2-es busz útvonalán közlekedett, ezután pedig a Bánfalvi úttól a 3-as busz vonalán Brennbergbányára ment. Ezzel a viszonylattal lényegében összevonták a napi utolsó 2-es és 3-as buszokat, amely így egyesítve, mindkét járat útvonalát érintve közlekedik.
A viszonylat a 2024. május 1-jétől érvénbe lépett menetrend módosítással megszűnt, az utolsó 2-es és 3-as járatok újra külön-külön járnak.

## Útvonal
| Jereván lakótelep → Lőver szálló → Brennbergbánya, templom |
| --- |
| Jereván lakótelep végállomás – IV. László király utca – Juharfa út – Teleki Pál út – Lackner Kristóf utca – Várkerület – Széchenyi tér – Erzsébet utca – Állomás utca – Mátyás király utca – Csengery utca – aluljáró – Ady Endre út – Béke út – Bajcsy-Zsilinszky utca – Mikoviny utca – Lőver körút – Várisi út – Ojtózi fasor – Várisi út – Lőver körút – Ady Endre út – Mártírok útja – Bánfalvi út – Hajnal tér – Brennbergi út – Tárna utca – Soproni út – Brennbergbánya, templom végállomás |

## Megállóhelyek
| Távolság (km) | Idő (perc) | Megállóhely neve                       | Átszállási lehetőségek a 2024.04.30-ig érvényes menetrend szerint | Fontosabb nevezetességek, helyek, áruházak és intézmények a közelben |
| ------------- | ---------- | -------------------------------------- | --- | --- |
| 0             | 0          | Jereván lakótelep                      | 1, 2, 5, 5A, 5Y, 6, 7, 7B, 7T, 10, 10B, 11, 11B, 11Y, 12, 13, 17, 27, 27A, 27B, 27T                                                                                          | Helyi buszvégállomás |
| 0,3           | 1          | Juharfa út 16.                         | 1, 2, 5Y, 6, 7, 7B, 7T, 11Y, 12, 13, 13B, 17, 27, 27B, 27T | |
| 0,7           | 2          | Teleki Pál út 2.                       | 1, 2, 3Y, 5, 5A, 5B, 5Y, 6, 7, 7A, 7B, 7T, 10, 10B, 11Y, 12, 13, 13B, 17, 27, 27A, 27B, 27T                                                                                  | McDonald’s étterem Sopron Pláza Káposztás utcai Stadion Ibolya-tó |
| 1,5           | 4          | Lackner Kristóf utca, autóbusz-állomás | 1, 2, 3, 3Y, 4, 5, 5A, 5B, 5T, 5Y, 6, 7, 7A, 7B, 7E, 7T, 8, 10, 10B, 11Y, 12, 13, 13B, 14, 14B, 17, 21, 27, 27A, 27B, 27E, 27T, 32, 33 Helyközi és távolsági autóbuszjáratok | Soproni autóbusz-állomás Soproni Rendőrkapitányság Káposztás utcai Stadion INTERSPAR áruház Vásárcsarnok                                                                                        |
| 2,0           | 5          | Várkerület, Mária-szobor               | 1, 2, 7, 7A, 7B, 7T, 10, 10B, 27, 27A, 27B, 27T | Tűztorony Városháza Mária-szobor Szentháromság-szobor Posta Szent György-templom Scarbantia Régészeti Park                                                                                      |
| 2,5           | 6          | Várkerület, Ötvös utca                 | 1, 2, 3Y, 4, 5, 5A, 5B, 5T, 6, 7, 7A, 7B, 7E, 7T, 10, 10B, 11, 11B, 11Y, 12, 13B, 14, 14B, 27, 27A, 27B, 27T, 27Y, 32, 33                                                    | Liszt Ferenc Konferencia- és Kulturális Központ Soproni Petőfi Színház Posta Soproni Szent Júdás Tádé-templom SOE Lámfalussy Sándor Közgazdaságtudományi Kar Európa leghosszabb tere – Deák tér |
| 2,9           | 7          | Erzsébet utca                          | 1, 2, 3Y, 4, 5, 5A, 5B, 5T, 6, 7E, 10, 10B, 11, 11A, 11B, 11Y, 12, 13B, 14, 14B, 22, 27, 27A, 27B, 27T, 27Y, 32, 33                                                          | Liszt Ferenc Konferencia- és Kulturális Központ Soproni Petőfi Színház Posta Soproni Szent Júdás Tádé-templom SOE Lámfalussy Sándor Közgazdaságtudományi Kar Európa leghosszabb tere – Deák tér |
| 3,5           | 9          | GYSEV pályaudvar                       | 1, 2, 3Y, 4, 5, 5A, 5T, 7, 7A, 7B, 7T, 10, 10B, 11, 11A, 11B, 11Y, 12, 12V, 22, 27, 27A, 27B, 27T, 27Y, 32 Helyközi és távolsági autóbuszjáratok                             | Sopron vasútállomás GYSEV Zrt. SPAR szupermarket |
| 3,9           | 11         | Csengery utca, Elzett-udvar            | 1, 2, 3Y, 4, 10, 10B, 11Y, 12 | Soproni Kereskedelmi és Iparkamara Európa leghosszabb tere – Deák tér |
| 4,4           | 12         | Frankenburg úti aluljáró               | 1, 2, 3Y, 4, 10, 10B, 12V | Soproni Kereskedelmi és Iparkamara Európa leghosszabb tere – Deák tér |
| 5,3           | 14         | Bajcsy-Zsilinszky utca, egyetem        | 1, 2 | Soproni Egyetem |
| 5,6           | 15         | Mikoviny utca, Hóvirág utca            | 1, 2 | SOE Egyetemi Élő Növénygyűjtemény (Botanikus kert) |
| 6,0           | 16         | Mikoviny utca, sporttelep              | 1, 2 | SVSE sporttelep |
| 6,4           | 17         | Manninger utca                         | 1, 2 | |
| 6,9           | 18         | Citadella park                         | 1, 2 | Citadella park Lővér kemping (VOLT Fesztivál) |
| 7,3           | 19         | Lőver körút, Vas Gereben utca          | 1, 2 | Citadella park Lővér kemping (VOLT Fesztivál) |
| 7,8           | 20         | Állami szanatórium                     | 1, 2 | Soproni Rehabilitációs Gyógyintézet |
| 8,1           | 21         | Lőver szálló                           | 1, 2 | Károly-kilátó Lővér kalandpark Lőver Alpin Park |
| 8,3           | 22         | Állami szanatórium                     | 1, 2 | Soproni Rehabilitációs Gyógyintézet |
| 8,7           | 23         | Diána panzió                           | 1, 2 | |
| 9,0           | 24         | Hotel Szieszta                         | 1, 2, 12V | Sörházdombi kilátó |
| 9,8           | 25         | Lőver uszoda                           | 1, 2 | Lőver uszoda |
| 10,5          | 26         | Cseresznye sor                         | 1, 2 | SOE Egyetemi Élő Növénygyűjtemény (Botanikus kert) |
| 11,6          | 27         | Bánfalvi út, Falco Kft.                | 3, 21, 22 | Lidl áruház Spar szupermarket |
| 12,0          | 28         | Bánfalvi út, Besenyő utca              | 3, 10, 10B, 21, 22 | Soproni Német Nemzetiségi Általános Iskola Aldi áruház |
| 12,6          | 29         | Bánfalvi út 100.                       | 3, 10, 10B | |
| 13,3          | 30         | Kertváros, könyvtár                    | 3, 3Y, 10, 10B | Bánfalvi karmelita kolostor és templom Soproni Mária Magdolna templom Evangélikus templom Könyvtár                                                                                              |
| 13,8          | 31         | Brennbergi út 20.                      | 3, 3Y, 10, 10B | |
| 14,3          | 32         | Kertváros felső                        | 3, 3Y, 10, 10B | |
| 15,2          | 34         | Brennbergi út, erdei iskola            | 3, 3Y, 10B | Doborjáni Ferenc EGYMI - Erdei iskola |
| 15,7          | 35         | Brennbergi út, ifjúsági tábor          | 3, 3Y | Soproni Gyermek és Ifjúsági Tábor |
| 17,8          | 37         | Görbehalom, Fehér híd                  | 3, 3Y | Dr. Fehér Dániel forrás Fehér úti tó (Ágfalva) Görbehalmi Bányamúzeum |
| 18,2          | 38         | Görbehalom, Bányamester köz            | 3, 3Y | |
| 19,5          | 40         | Brennbergbánya, Soproni út 4.          | 3, 3Y | |
| 20,2          | 41         | Brennbergbánya, templom                | 3, 3Y | Szent Borbála templom Brennbergi harangláb Posta |